# Finał Pucharu Świata w biegach narciarskich
Finał Pucharu Świata w biegach narciarskich – minicykl zawodów w biegach narciarskich, rozgrywany w ramach Pucharu Świata w biegach narciarskich. Odbywa się na końcu sezonu, zazwyczaj w drugiej połowie marca. Pierwsza edycja miała miejsce we włoskim Bormio w sezonie 2007/2008 i składała się z trzech etapów: prologu o długości 2,5 km dla kobiet i 3,3 km dla mężczyzn, biegu masowego stylem klasycznym o długości 10 km dla kobiet i 20 km dla mężczyzn oraz biegu handicapowego stylem dowolnym o długości 10 km dla kobiet i 15 km dla mężczyzn. Od sezonu 2008/2009 zawody odbywają się w dwóch szwedzkich miastach: Sztokholmie i Falun. Cykl składa się obecnie z czterech etapów: sprintu klasykiem w Sztokholmie, prologu (2,5 km dla kobiet i 3,3 km dla mężczyzn), biegu łączonego (2x 7,5 km dla kobiet i 2x15 km dla mężczyzn) oraz biegu hadicapowego stylem dowolnym (10 km dla kobiet i 15 km dla mężczyzn) w Falun. Zwycięża ten zawodnik, który łącznie uzyska najlepszy czas.

## Zwycięzcy Finału Pucharu Świata

### Kobiety
| Lp. | Edycja | Miejscowość     | I miejsce         | II miejsce        | III miejsce           |
| --- | ------ | --------------- | ----------------- | ----------------- | --------------------- |
| 1.  | 2008   | Bormio          | Virpi Kuitunen    | Justyna Kowalczyk | Claudia Nystad        |
| 2.  | 2009   | Sztokholm/Falun | Justyna Kowalczyk | Therese Johaug    | Charlotte Kalla       |
| 3.  | 2010   | Sztokholm/Falun | Marit Bjørgen     | Justyna Kowalczyk | Charlotte Kalla       |
| 4.  | 2011   | Sztokholm/Falun | Marit Bjørgen     | Justyna Kowalczyk | Therese Johaug        |
| 5.  | 2012   | Sztokholm/Falun | Marit Bjørgen     | Heidi Weng        | Charlotte Kalla       |
| 6.  | 2013   | Sztokholm/Falun | Marit Bjørgen     | Therese Johaug    | Charlotte Kalla       |
| 7.  | 2014   | Falun           | Therese Johaug    | Marit Bjørgen     | Heidi Weng            |
| 8.  | 2017   | Quebec          | Marit Bjørgen     | Heidi Weng        | Stina Nilsson         |
| 9.  | 2018   | Falun           | Marit Bjørgen     | Jessica Diggins   | Sadie Maubet Bjornsen |

### Mężczyźni
| Lp. | Edycja | Miejscowość     | I miejsce              | II miejsce        | III miejsce            |
| --- | ------ | --------------- | ---------------------- | ----------------- | ---------------------- |
| 1.  | 2008   | Bormio          | Vincent Vittoz         | Lukáš Bauer       | Giorgio Di Centa       |
| 2.  | 2009   | Sztokholm/Falun | Dario Cologna          | Vincent Vittoz    | Aleksandr Legkow       |
| 3.  | 2010   | Sztokholm/Falun | Petter Northug         | Maurice Manificat | Marcus Hellner         |
| 4.  | 2011   | Sztokholm/Falun | Petter Northug         | Finn Hågen Krogh  | Dario Cologna          |
| 5.  | 2012   | Sztokholm/Falun | Dario Cologna          | Devon Kershaw     | Niklas Dyrhaug         |
| 6.  | 2013   | Sztokholm/Falun | Petter Northug         | Finn Hågen Krogh  | Martin Johnsrud Sundby |
| 7.  | 2014   | Falun           | Martin Johnsrud Sundby | Alex Harvey       | Aleksandr Legkow       |
| 8.  | 2017   | Quebec          | Johannes Høsflot Klæbo | Alex Harvey       | Niklas Dyrhaug         |
| 9.  | 2018   | Falun           | Aleksandr Bolszunow    | Alex Harvey       | Dario Cologna          |

## Najwięcej razy na podium w klasyfikacji generalnej
| Miejsce | Imię i nazwisko       | 1. miejsca | 2. miejsca | 3. miejsca | Razem |
| ------- | --------------------- | ---------- | ---------- | ---------- | ----- |
| 1.      | Marit Bjørgen         | 6          | 1          | 0          | 7     |
| 2.      | Justyna Kowalczyk     | 1          | 3          | 0          | 4     |
| 3.      | Therese Johaug        | 1          | 2          | 1          | 4     |
| 4.      | Virpi Kuitunen        | 1          | 0          | 0          | 1     |
| 5.      | Heidi Weng            | 0          | 2          | 1          | 3     |
| 6.      | Jessica Diggins       | 0          | 1          | 0          | 1     |
| 7.      | Charlotte Kalla       | 0          | 0          | 4          | 4     |
| 8.      | Claudia Nystad        | 0          | 0          | 1          | 1     |
| 8.      | Stina Nilsson         | 0          | 0          | 1          | 1     |
| 8.      | Sadie Maubet Bjornsen | 0          | 0          | 1          | 1     |

| Miejsce | Imię i nazwisko        | 1. miejsca | 2. miejsca | 3. miejsca | Razem |
| ------- | ---------------------- | ---------- | ---------- | ---------- | ----- |
| 1.      | Petter Northug         | 3          | 0          | 0          | 3     |
| 2.      | Dario Cologna          | 2          | 0          | 2          | 4     |
| 3.      | Vincent Vittoz         | 1          | 1          | 0          | 2     |
| 4.      | Martin Johnsrud Sundby | 1          | 0          | 1          | 2     |
| 5.      | Johannes Høsflot Klæbo | 1          | 0          | 0          | 1     |
| 5.      | Aleksandr Bolszunow    | 1          | 0          | 0          | 1     |
| 7.      | Alex Harvey            | 0          | 3          | 0          | 3     |
| 8.      | Finn Hågen Krogh       | 0          | 2          | 0          | 2     |
| 9.      | Lukáš Bauer            | 0          | 1          | 0          | 1     |
| 9.      | Maurice Manificat      | 0          | 1          | 0          | 1     |
| 9.      | Devon Kershaw          | 0          | 1          | 0          | 1     |
| 12.     | Aleksandr Legkow       | 0          | 0          | 2          | 2     |
| 12.     | Niklas Dyrhaug         | 0          | 0          | 2          | 2     |
| 14.     | Giorgio Di Centa       | 0          | 0          | 1          | 1     |
| 14.     | Marcus Hellner         | 0          | 0          | 1          | 1     |

## Najwięcej zwycięstw w etapach Finału Pucharu Świata
Stan na 18 marca 2018
- W edycjach Finału Pucharu Świata od 2009 do 2018.
- Biegi pościgowe kończące Finał Pucharu Świata w edycjach od 2010 do 2014 nie były punktowane oraz nie były zaliczane przez FIS jako zwycięstwo w etapie.

| Miejsce | Imię i nazwisko   | Zwycięstwa |
| ------- | ----------------- | ---------- |
| 1.      | Marit Bjørgen     | 10         |
| 2.      | Justyna Kowalczyk | 3          |
| 3.      | Petra Majdič      | 2          |

| Miejsce | Imię i nazwisko        | Zwycięstwa |
| ------- | ---------------------- | ---------- |
| 1.      | Petter Northug         | 4          |
| 1.      | Alex Harvey            | 4          |
| 3.      | Dario Cologna          | 3          |
| 4.      | Johannes Høsflot Klæbo | 2          |

## Najwięcej miejsc na podium w etapach Finału Pucharu Świata
Stan na 18 marca 2018
- W edycjach Finału Pucharu Świata od 2009 do 2018.
- Biegi pościgowe kończące Finał Pucharu Świata w edycjach od 2010 do 2014 nie były punktowane oraz nie były zaliczane przez FIS jako miejsce na podium w etapie.

| Miejsce | Imię i nazwisko          | Razem | 1 miejsca | 2 miejsca | 3 miejsca |
| ------- | ------------------------ | ----- | --------- | --------- | --------- |
| 1.      | Marit Bjørgen            | 18    | 10        | 5         | 3         |
| 2.      | Justyna Kowalczyk        | 8     | 3         | 3         | 2         |
| 2.      | Therese Johaug           | 8     | 1         | 3         | 4         |
| 4.      | Charlotte Kalla          | 4     | 0         | 3         | 1         |
| 4.      | Heidi Weng               | 4     | 0         | 3         | 1         |
| 6.      | Stina Nilsson            | 3     | 1         | 0         | 2         |
| 6.      | Maiken Caspersen Falla   | 3     | 0         | 1         | 2         |
| 8.      | Petra Majdič             | 2     | 2         | 0         | 0         |
| 8.      | Kristin Størmer Steira   | 2     | 1         | 1         | 0         |
| 8.      | Anna Olsson              | 2     | 1         | 0         | 1         |
| 8.      | Hanna Falk               | 2     | 1         | 0         | 1         |
| 8.      | Krista Pärmäkoski        | 2     | 1         | 0         | 1         |
| 8.      | Ingvild Flugstad Østberg | 2     | 0         | 1         | 1         |
| 8.      | Marthe Kristoffersen     | 2     | 0         | 0         | 2         |
| 8.      | Kerttu Niskanen          | 2     | 0         | 0         | 2         |

| Miejsce | Imię i nazwisko        | Razem | 1 miejsca | 2 miejsca | 3 miejsca |
| ------- | ---------------------- | ----- | --------- | --------- | --------- |
| 1.      | Petter Northug         | 7     | 4         | 3         | 0         |
| 2.      | Dario Cologna          | 5     | 3         | 2         | 0         |
| 3.      | Alex Harvey            | 4     | 4         | 0         | 0         |
| 3.      | Maksim Wylegżanin      | 4     | 0         | 1         | 3         |
| 5.      | Eldar Rønning          | 3     | 1         | 1         | 1         |
| 5.      | Emil Jönsson           | 3     | 1         | 1         | 1         |
| 7.      | Johannes Høsflot Klæbo | 2     | 2         | 0         | 0         |
| 7.      | Eirik Brandsdal        | 2     | 1         | 1         | 0         |
| 7.      | Teodor Peterson        | 2     | 1         | 1         | 0         |
| 7.      | Marcus Hellner         | 2     | 1         | 1         | 0         |
| 7.      | Nikita Kriukow         | 2     | 1         | 0         | 1         |
| 7.      | Tobias Angerer         | 2     | 0         | 1         | 1         |
| 7.      | Martin Johnsrud Sundby | 2     | 0         | 1         | 1         |
| 7.      | Calle Halfvarsson      | 2     | 0         | 1         | 1         |
| 7.      | Len Väljas             | 2     | 0         | 0         | 2         |

## Punktacja
Pierwsza edycja Finału Pucharu Świata była punktowana tak samo jak pozostałe zawody PŚ. Począwszy od drugiej edycji etapy punktowane są tak samo jak te w Ruka Triple lub Tour de Ski. Za wygranie poszczególnych etapów uzyskuje się 50 punktów, natomiast za triumf w całym minicyklu do punktów zdobytych w etapach dolicza się 200 punktów. Pierwsza "30" zawodników w sprincie w Sztokholmie otrzymuje oprócz punktów także bonusowe sekundy odliczane od całkowitego czasu.
| Miejsce | 1   | 2   | 3   | 4   | 5  | 6  | 7  | 8  | 9  | 10 | 11 | 12 | 13 | 14 | 15 | 16 | 17 | 18 | 19 | 20 | 21 | 22 | 23 | 24 | 25 | 26 | 27 | 28 | 29 | 30 |
| ------- | --- | --- | --- | --- | -- | -- | -- | -- | -- | -- | -- | -- | -- | -- | -- | -- | -- | -- | -- | -- | -- | -- | -- | -- | -- | -- | -- | -- | -- | -- |
| Punkty  | 200 | 160 | 120 | 100 | 90 | 80 | 72 | 64 | 58 | 52 | 48 | 44 | 40 | 36 | 32 | 30 | 28 | 26 | 24 | 22 | 20 | 18 | 16 | 14 | 12 | 10 | 8  | 6  | 4  | 2  |

| Miejsce | 1  | 2  | 3  | 4  | 5  | 6  | 7  | 8  | 9  | 10 | 11 | 12 | 13 | 14 | 15 | 16 | 17 | 18 | 19 | 20 | 21 | 22 | 23 | 24 | 25 | 26 | 27 | 28 | 29 | 30 |
| ------- | -- | -- | -- | -- | -- | -- | -- | -- | -- | -- | -- | -- | -- | -- | -- | -- | -- | -- | -- | -- | -- | -- | -- | -- | -- | -- | -- | -- | -- | -- |
| Punkty  | 50 | 46 | 43 | 40 | 37 | 34 | 32 | 30 | 28 | 26 | 24 | 22 | 20 | 18 | 16 | 15 | 14 | 13 | 12 | 11 | 10 | 9  | 8  | 7  | 6  | 5  | 4  | 3  | 2  | 1  |

| Miejsce | 1  | 2  | 3  | 4  | 5  | 6  | 7  | 8  | 9  | 10 | 11 | 12 | 13 | 14 | 15 | 16 | 17 | 18 | 19 | 20 | 21 | 22 | 23 | 24 | 25 | 26 | 27 | 28 | 29 | 30 |
| ------- | -- | -- | -- | -- | -- | -- | -- | -- | -- | -- | -- | -- | -- | -- | -- | -- | -- | -- | -- | -- | -- | -- | -- | -- | -- | -- | -- | -- | -- | -- |
| Sekundy | 60 | 56 | 52 | 48 | 44 | 42 | 40 | 38 | 36 | 34 | 32 | 30 | 18 | 17 | 16 | 15 | 14 | 13 | 12 | 11 | 10 | 9  | 8  | 7  | 6  | 5  | 4  | 3  | 2  | 1  |